# Out Here
Out Here ist ein Jazzalbum von Mary LaRose. Die um 2020/21 entstandenen Aufnahmen erschienen am 8. Oktober 2021 auf dem Label Little (i) Music.

## Hintergrund
Die Sängerin Mary LaRose näherte sich Eric Dolphys Musik, indem sie einige Melodien des 1964 verstorbenen Musikers mit Texten versehen hat, andere wortlos als Vocalese singt und auf zwei Tracks sogar dazu passende Lyrik rezitiert. In „Serene“ rezitiert LaRose das Gedicht „Syncopation“; es wurde von Hallie Lederer geschrieben.
LaRose und Lederer tauchten für die Vorbereitung von Out Here tief in die Musik Dolphys ein und recherchierten in der Dolphy-Sammlung in der Library of Congress, was Lederer so beschrieb: „Die Manuskriptversionen einer Komposition wie „Hat und Beard“ in meiner eigenen (behandschuhten) Hand zu halten, war eine aufregende Erfahrung. Abgesehen davon, dass man seine kompositorischen Absichten noch besser verstehen konnte, enthüllten die Manuskripte auch viele kammermusik-ähnliche Vertonungen der Musik, die Dolphy sich ausgedacht hatte – einige aufgenommen und andere nur auf Papier existierend.“ Demzufolge wählte Lederer für seine Arrangements einen kammermusikalischen Ansatz, der den Bandkollegen Raum zum Improvisieren ließ. In Anlehnung an einige der einzigartigen Instrumentierungen Dolphys stellten Lederer und LaRose ein Kammerensemble zusammen, mit Holzblasinstrument, Cello, Vibraphon, Kontrabass und Schlagzeug, schrieb Jim Hymes.
In ihrem Ensemble spielen Patricia Brennan (Vibraphon), Tomeka Reid (Cello), Jeff Lederer (Klarinetten, Arrangement), Nick Dunston (Bass) und Schlagzeuger Matt Wilson. In „Music Matador“ wird das Ensemble um den Posaunisten Jimmy Bosch und den Perkussionisten Bobby Sanabria verstärkt. „Love Me“ ist ein Duett von Mary LaRose mit ihrem Mann Jeff Lederer, das ursprünglich ein kraftvolles Duett von Dolphy an der Bassklarinette mit dem Bassisten Richard Davis war. Es erschien wie „Music Matador“ posthum auf Conversations. Das Album endet mit Mal Waldrons Komposition „Warm Canto“, in deren Erstaufnahme auf der Mal-Waldron-LP The Quest (New Jazz) Dolphy auf der Klarinette zu hören war.
Parallel zum Album erschien auf dem Eigenlabel Little (i) Music auch ein Buch mit LaRoses künstlerischer Arbeit, Out There, das ihre Porträts von 40 Saxophonisten der 1960er-Jahre enthält, darunter Eric Dolphy, Yusef Lateef und andere.

## Titelliste
- Mary LaRose: Out Here (Little (i) Music)[5]

1. Gazzelloni 6:59
2. 245 5:07
3. Out There 5:00
4. Music Matador (Prince Lasha, Sonny Simmons) 6:49
5. GW 7:00
6. Serene 5:39
7. Out to Lunch 6:08
8. Love Me (Victor Young) 4:39
9. Warm Canto (Mal Waldron) 5:00

Wenn nicht anders vermerkt, stammen die Kompositionen von Eric Dolphy.

## Rezeption
Nach Ansicht von Raul da Gama (The Whole Note) habe Mary LaRose, selbst eine bemerkenswerte bildende Künstlerin, Dolphys musikalische Charakteristika  und Kunstfertigkeit in einem unheimlich vorausschauenden Gesangsalbum eingefangen, das prominentes und weniger bekanntes Repertoire aus Dolphys einzigartigem Kanon enthält, Texte, brillant ausgeführte polyphone Vocalese und durchgehend Gesang hinzufügt. Ein weiterer auffallender Aspekt dieser Musik sei die Sinnlichkeit der Klangfülle, die ohne Frage bestätige, dass Dolphy ein absoluter Meister der Orchestersprache mit einer subtilen Klangfarbe war. Jeff Lederers Arrangements der Stücke würden die Größe von Dolphys Musik einfangen, die in ihrer Extravaganz schwelge, während die Gruppe um die Sängerin engagierte Vollblut-Performances liefere.
Jim Hynes schrieb in Making a Scene, Eric Dolphys Musik bekomme durch diese Neuinterpretation neues Leben eingehaucht. Dolphy, der zwar weit weniger bekannt sei als etwa Charlie Parker, werde zunehmend als ein unterschätztes musikalisches Genie angesehen. Sein Licht würde nun heller durch die Arbeit von Mary LaRose strahlen.
Nach Ansicht von Jerome Wilson, der das Album in All About Jazz rezensierte, kommt die unorthodoxe Schönheit und meditative Gelassenheit von Eric Dolphys Musik in dieser Hommage zum Strahlen. Mary LaRose und ihre musikalischen Partner würden seine Arbeit mit Respekt behandeln und gleichzeitig Elemente des Vertrauens und des Abenteuers hinzufügen, die unterstreichen, wie fröhlich und lustig Dolphys Musik sein kann. Dies sei eine hervorragende Leistung einer sehr talentierten und sträflich übersehenen Musikerin.  Alles habe eine spielerische Leichtigkeit, die sich genau im Einklang mit Dolphys Klangwelt anfühlt.